# Thutmose (rapper)
Thutmose, pseudonimo di Umar Ibrahim (Lagos, 4 agosto 1995), è un rapper e cantante statunitense di origini nigeriane.

## Biografia
Umar Ibrahim nasce il 4 agosto 1995 a Lagos, in Nigeria. Poco dopo l'esplosione del deposito munizioni di Lagos nel gennaio 2002, che causò circa 1000 vittime e 5000 feriti, si trasferisce assieme alla sua famiglia a New York, dove inizia a studiare informatica presso l'Alfred State College.

## Carriera
Thutmose attira l'attenzione per la prima volta nel 2017, quando pubblica un proprio freestyle sulla base di Humble di Kendrick Lamar. Nell'ottobre dello stesso anno pubblica il singolo WuWu (abbreviazione di "What's up With you?") tramite Pigeons and Planes.
Il 30 aprile 2018 pubblica il singolo Run Wild in collaborazione con il producer NoMBe, successivamente incluso all'interno della soundtrack ufficiale di FIFA 18. Il brano è seguito dalla pubblicazione dell'omonimo EP, avvenuta il seguente 8 agosto. Il 24 ottobre rilascia il suo primo album in studio, intitolato Man on Fire. Il 14 dicembre pubblica il brano Memories, facente parte della colonna sonora del film Spider-Man - Un nuovo universo.
Il 10 novembre 2019 partecipa al brano Giants: la canzone è il brano portante della colonna sonora del Campionato mondiale di League of Legends.

## Discografia

### Album in studio
- 2018 – Man on Fire

### EP
- 2018 – Run Wild EP
- 2019 – Don't Wake Me
- 2020 – Best Of Both Worlds: Side A
- 2021 – Best Of Both Worlds: Side B
- 2024 – Heaven On Earth

### Singoli
- 2017 – Summer's Gone (con NoMBe)
- 2017 – Still I Rise
- 2017 – Blame
- 2018 – Karma
- 2018 – Ride With Me
- 2018 – Rounds (con Jay Critch)
- 2018 – OkOk (con Desiigner)
- 2019 – Romeo Is Dead
- 2019 – Wait Up
- 2019 – Blurry Nights
- 2019 – Wipe Me Down (con Tory Lanez)
- 2019 – Ambience
- 2019 – Love in the Morning (con Rema)
- 2019 – GIANTS (con True Damage, Becky G, Keke Palmer, Jeon So-yeon e Duckwrth)
- 2020 – Fashionably Late
- 2020 – Foreign (con Alex Mali)
- 2020 – On The Run
- 2020 – Love In The Morning (con Rema e R3hab)
- 2020 – My Maria
- 2020 – Run It (con Cal Scruby)
- 2020 – Adrenaline
- 2021 – Red Handed (con Loud Luxury)
- 2021 – Maza (US Version) (con Inna)
- 2021 – Bigger Picture
- 2022 – Lucy
- 2023 – Commando
- 2024 – Champagne On Ice
- 2024 – Lagos 2 Vegas